# Herb Cyryna

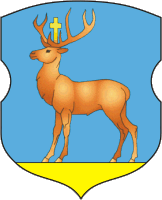
Herb Cyryna

Herb Cyryna − jeden z oficjalnych symboli Cyryna.
Herb przedstawia w polu błękitnym brązowego jelenia ze złotym krzyżem łacińskim między rogami.
Po raz pierwszy herb został wprowadzony 5 czerwca 1792 roku, a przez władze obecnej Białorusi został oficjalnie przyjęty dekretem prezydenckim nr 450 z 9 września 2009 roku ws. "przyjęcia oficjalnych symboli heraldycznych dla jednostek administracyjnych i terytorialnych obwodu grodzieńskiego".